# Akosmism
Akosmism (av grekiska a-, inte, och kosmos, världen) är en metafysisk lära som förnekar att universum existerar, och som istället återför denna verklighet på något annat. 
Detta andra kan antingen vara Gud, som hos Spinoza, eller det absoluta jaget, som hos J.G. Fichte. Därmed står akosmismen i motsats till vissa former av panteism, då dessa hävdar att universum finns och utgör Gud (inte tvärtom). 
Akosmism är ett förnekande av sinnevärlden.